# 세르비아-몬테네그로 통일주의

과거 세르비아 몬테네그로의 국기. 1992년부터 2003년까지는 유고슬라비아 연방 공화국으로 알려졌다.

2003년 세르비아 몬테네그로의 제안된 국기. 세르비아의 빨강-군청색-흰색 삼색 국기와 1993년-2004년 몬테네그로의 빨강-하늘색-흰색 삼색 국기의 색조를 혼합하여 디자인되었다. 이 제안은 2004년 몬테네그로가 더 이상 삼색기를 사용하지 않는 현재의 국기를 채택하면서 폐기되었다.

1993년부터 2004년까지 공식적으로 사용된 몬테네그로의 이전 국기.

세르비아-몬테네그로 통일주의(세르비아어: Српско-црногорски унионизам Srpsko-crnogorski unionizam)는 유고슬라비아가 해체된 후 발칸반도에서 발생한 사회정치적 운동이다. 이 운동은 몬테네그로가 세르비아와 통일하는 것을 지지한다. 세르브인과 몬테네그로인(민족 집단) 사이의 관계는 일반적으로 구 유고슬라비아의 모든 민족 중에서 가장 우호적인 것으로 알려져 있다.
2023년 인구 조사에 따르면, 623,633명의 인구 중 약 32.9% 또는 205,370명의 몬테네그로 시민이 민족적으로 "세르브인"으로 확인되었으며, 2,969명(<1%)은 "세르비아계 몬테네그로인" 또는 "몬테네그로계 세르비아인"으로 확인되었다.

## 역사
몬테네그로와 세르비아 국가 간의 형제애는 오래되었다. 19세기에 몬테네그로와 세르비아는 산스테파노 조약에 의해 오스만 제국으로부터 공식적으로 독립국으로 인정받았다. 이후 두 국가는 모든 본질적인 경험을 공유했다. 이들은 제1차 발칸 전쟁 동안 루멜리아에서 오스만 제국의 존재를 종식시키기 위해 발칸 동맹의 일원으로 싸웠으며, 제1차 세계 대전 동안에는 오스트리아-헝가리와 독일 제국에 맞서 함께 싸웠다. 통일 계획은 마침내 전간기 이후 부분적으로 실행되었다. 1918년 11월 포드고리차 의회는 몬테네그로 왕국과 세르비아 왕국을 합병하기로 결정했고, 이어서 유고슬라비아의 수립이 이루어졌다. 이로 인해 몬테네그로 군주제는 폐지되었고, 합병에 대한 반대는 1919년 크리스마스 봉기로 절정에 달했으며, 몬테네그로 인구의 일부는 세르비아의 점령에 반대하는 시위를 벌였다.
제2차 세계 대전 후 유고슬라비아가 재편성되었을 때, 몬테네그로는 축소된 세르비아와 함께 공화국이 되었다. 1991년과 1992년에 나머지 유고슬라비아 공화국들이 독립을 투표했을 때, 몬테네그로는 세르비아와 유고슬라비아로서 연방을 계속하기로 선택했다 (2003년 이후 "세르비아 몬테네그로"). 1996년 이후, 반군이자 전 친연합주의자였던 밀로 주카노비치가 이끄는 몬테네그로는 방향을 바꾸어 세르비아로부터 내부적으로 거리를 두고 연방 내에서의 역할을 중단하기 위한 조치를 취하기 시작했다. 몬테네그로 국민들 사이에서 인기를 얻은 이 정서는 2006년 몬테네그로 독립 국민투표로 이어졌고, 이 투표는 독립에 대한 과반수 찬성표 (55.5%, 승인 기준은 55%의 압도적인 다수)로 끝났다.

## 통일주의를 지지하는 몬테네그로의 정당
| 의회 정당: - 신세르브 민주주의 (국민보수주의, 9석) - 민주인민당 (대중주의, 4석) - 통일 몬테네그로 (분파, 보수주의, 1석) 비의회 정당: - 자유 몬테네그로 (우익 대중주의) - 민주 통일당 (국민보수주의) - 민주 세르브당 (기독교 민주주의) - 인민 운동 (분파, 대중주의/보수주의) | 이전: - 사회주의 민주당 (1990–1997) - 사회주의 인민당 (1997–2006) 해체된 정당: - 인민당 (1990–1998, 2001–2017) - 세르브 급진당 (1991–2020) - 세르브 인민당 (1998–2009) - 몬테네그로 유고슬라브 연합 좌파 (1994–2001) - 인민사회주의당 (2001–2009) - 보카 민주 중심 (2009–2014) - 세르브인 목록 (정당) (2012–2020) |  |

## 같이 보기
- 몬테네그로의 유럽 연합 가입
- 세르비아의 유럽 연합 가입
- 몬테네그로의 민족 및 언어 정체성 논란
- 접경 국가
- 몬테네그로어
  - 몬테네그로어 알파벳
- 인접 국가
- 코소보 분할
- 발칸반도 민족주의의 부흥
  - 그리스 민족주의
  - 몬테네그로 민족주의
  - 세르비아 민족주의
- 세르비아어
  - 세르비아어 키릴 문자
- 세르비아화
  - 바르다르 마케도니아
- 트란실바니아와 루마니아의 통일
- 유고슬라비아주의
  - 코르푸 선언
  - 세르브인, 크로아트인, 슬로베니아인 왕국
  - 유고슬라비아 사회주의 연방공화국에 대한 향수
  - 유고슬라비아의 연표
  - 코소보의 유고슬라비아 식민화
  - 유고슬라브인

## 추가 자료
- Motyl, Alexander J. (2001). 《Encyclopedia of Nationalism, Volume II》. Academic Press. ISBN 0-12-227230-7.
- Radoman Jovanović (1977). 《Politički odnosi Crne Gore i Srbije 1860-1878》. Istorijski institut SR Crne Gore.
- Srdja Pavlovic (2008). 《Balkan Anschluss: The Annexation of Montenegro and the Creation of the Common South Slavic State》. Purdue University Press. ISBN 978-1-55753-465-1.